# Главное оперативное управление СС
Главное оперативное управление СС (нем. SS-Führungshauptamt, сокр. SS-FHA) — одно из центральных ведомств СС, известное как Оперативный штаб СС.

## Формирование
Ведомство было сформировано 15 августа 1940 года в составе Главного управления СС и находилось под прямым командованием Рейхсфюрера СС Генриха Гиммлера. 5 марта 1942 года стало самостоятельным ведомством и получило статус главного управления. К концу войны в управлении насчитывалось около 45 тысяч сотрудников. Управление имело приоритет над всеми другими видами Вооруженных Сил в подборе новобранцев. Кроме того, для расширения дивизии СС, служба в Ваффен-СС (в войсках) была сделана обязательным для всех членов Allgemeine SS в 1941 году.

## Функции
Управление отвечало за оперативный контроль над войсками СС и общими СС, за обучение личного состава, выплату жалованья, вещевое снабжение, материально-техническое обеспечение, снаряжение, транспорт, ремонт техники и складирование. Также в функции входило: переброска полицейских и эсэсовских частей, просмотр пересылаемых писем и корреспонденции, геологические изыскания, ведение архивов, обеспечение медицинской и зубоврачебной помощи.

## Руководство
До января 1943 года начальником Главного оперативного управление являлся лично Гиммлер (заместителем по ведомству был группенфюрер СС Карл Цех). С 30 января 1943 года и до конца войны руководство осуществлял обергруппенфюрер СС Ганс Юттнер.

## Структура
Управленческая группа «А» (Организация, кадры и снабжение)
- Amt I — Командное управление общих СС;
- Amt II — Командное управление войск СС;
- Amt III — Центральная канцелярия;
- Amt IV — Административное управление;
- Amt V — Кадровое управление;
- Amt VI — Кавалерийская и автомобильная служба;
- Amt VII — Управление логистики;
- Amt VIII — Управление вооружений;
- Amt IX — Управление технического оснащения;
- Amt X — Авторемонтное управление.

Управленческая группа «В» (Кадровая подготовка)
- Amt XI — Подготовка офицеров и юнкерские школы СС;
- Amt XII — Подготовка унтер-офицеров и унтер-офицерские школы СС.

Управленческая группа «С» (Инспекции)
- Insp. 2 — Пехота и горнострелковые войска;
- Insp. 3 — Кавалерия;
- Insp. 4 — Артиллерия;
- Insp. 5 — Сапёрные и технические войска;
- Insp. 6 — Танковые войска;
- Insp. 7 — Войска связи;
- Insp. 8 — Войска поддержки и ремонта;
- Insp. 9 — Служба снабжения;
- Insp. 10 — Мотострелковые войска;
- Insp. 11 — неизвестно;
- Insp. 12 — Технические курсы;
- Insp. 13 — Зенитная артиллерия.

Управленческая группа «D» (Санитарная служба войск СС)
- Amt XIII — Администрация;
- Amt XIV — Стоматологическая служба;
- Amt XV — Медицинское обеспечение;
- Amt XVI — Лечение и врачебный уход.